# Stensjön (Ytterhogdals socken, Hälsingland, 690126-145361)
Stensjön är en sjö i Härjedalens kommun i Hälsingland och ingår i Ljusnans huvudavrinningsområde. Sjön har en area på 0,692 kvadratkilometer och ligger 266,2 meter över havet. Sjön avvattnas av vattendraget Långsån.

## Delavrinningsområde
Stensjön ingår i det delavrinningsområde (690183-145474) som SMHI kallar för Utloppet av Stensjön. Medelhöjden är 300 meter över havet och ytan är 6,66 kvadratkilometer. Räknas de 9 avrinningsområdena uppströms in blir den ackumulerade arean 78,44 kvadratkilometer. Långsån som avvattnar avrinningsområdet har biflödesordning 3, vilket innebär att vattnet flödar genom totalt 3 vattendrag innan det når havet efter 213 kilometer. Avrinningsområdet består mestadels av skog (89 procent). Avrinningsområdet har 0,69 kvadratkilometer vattenytor vilket ger det en sjöprocent på 10,3 procent.